# 알리레자 레자이
알리레자 레자이(페르시아어: عليرضا رضاي,‎ 1976년 7월 11일~)는 이란의 전직 레슬링 선수이다. 2004년 하계 올림픽 자유형 슈퍼헤비급 은메달을 획득했으며 세계 레슬링 선수권 대회에서 동메달 1개를 획득했다.